# Marionina crymodes
Marionina crymodes is een ringworm uit de familie van de Enchytraeidae. De wetenschappelijke naam van de soort is voor het eerst geldig gepubliceerd in 1922 door Stephenson.